# 西蘭喬多明格茲 (加利福尼亞州)
西蘭喬多明格茲（英語：West Rancho Dominguez）是位於美國加利福尼亞州洛杉磯縣的一個人口普查指定地區。

## 地理
西蘭喬多明格茲的座標為34°53′39″N 117°15′39″W / 34.89417°N 117.26083°W，而該地最高點為海拔高度25米（即82英尺）。

## 人口
根據2010年美國人口普查的數據，西蘭喬多明格茲的面積為4.280平方千米，當中陸地面積為4.280平方千米，而水域面積為0.000平方千米。當地共有人口5669人，而人口密度為每平方千米1,324人。